# Plicofollis polystaphylodon
Plicofollis polystaphylodon és una espècie de peix de la família dels àrids i de l'ordre dels siluriformes.

## Morfologia
- Els mascles poden assolir 35 cm de longitud total.[6][7]

## Alimentació
Menja principalment invertebrats.

## Hàbitat
És un peix demersal i de clima tropical.

## Distribució geogràfica
Es troba a l'oest de l'Índic (Àfrica, incloent-hi Madagascar), l'est de l'Índic (Java, Sumatra, Singapur i les illes Cèlebes) i l'oest del Pacífic (Papua Nova Guinea i Austràlia).

## Ús comercial
Es comercialitza principalment fresc.